# Mulher de Elling
A Mulher de Elling é um corpo de pântano descoberto em 1938 a oeste de Silkeborg, na Dinamarca. Mais tarde, o Homem de Tollund foi descoberto apenas 60 metros aproximadamente de distância, doze anos após a descoberta da Mulher de Elling. Ela foi erroneamente descrita como um homem no livro de PV Glob, The Bog People.

## Descoberta

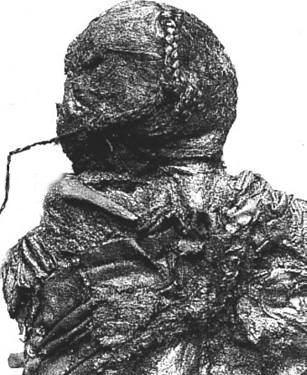
Penteado da mulher de Elling

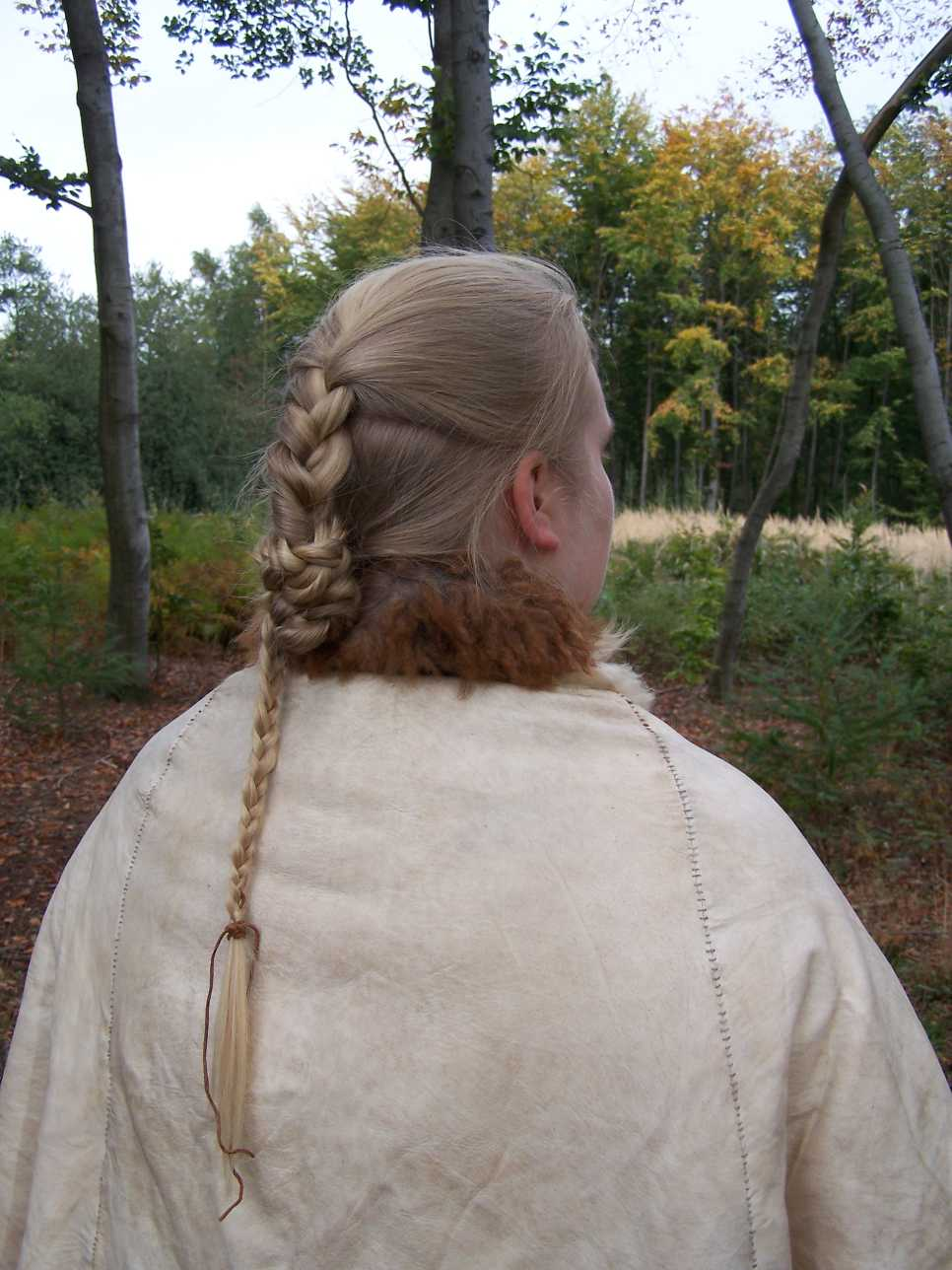
Uma reconstrução de seu penteado e capa

Mais tarde conhecida como Mulher de Elling, o corpo foi descoberto por um fazendeiro local, Jens Zakariasson, que inicialmente acreditava que os restos eram de um animal afogado. O corpo estava envolto em uma capa de pele de carneiro com uma capa de couro amarrada nas pernas. O rosto da mulher estava mal preservado e não havia vestígios de órgãos dentro do corpo.

## Exame
Acredita-se que a Mulher de Elling tenha sido enforcada, assim como o Homem de Tollund. O ano estimado da morte foi datado para aproximadamente 280 a.C. na Idade do Ferro Nórdica, também na época do Homem de Tollund; no entanto, não é possível confirmar se ela e ele foram mortos exatamente ao mesmo tempo. Também inicialmente poderia ter sido impossível dizer o sexo de seu corpo, se o cabelo não tivesse sido preservado, embora os raios X fossem feitos em sua pélvis, o que provava que ela era mulher. 
Em 1978, o corpo foi reexaminado com radiografias, a partir das quais o sexo foi inferido como feminino e a estimativa original de idade na morte de 25 anos foi acurada. Esse corpo é frequentemente identificado por seus 90 centímetros de      trança, que foi amarrada em um nó elaborado. Acredita-se que a Mulher de Elling tenha sido vítima de sacrifício humano.
A desmineralização, que geralmente ocorre com os corpos dos pântanos, foi considerada a causa inicial do que primeiro foi entendido como aparente osteoporose nos restos mortais.